# Animador

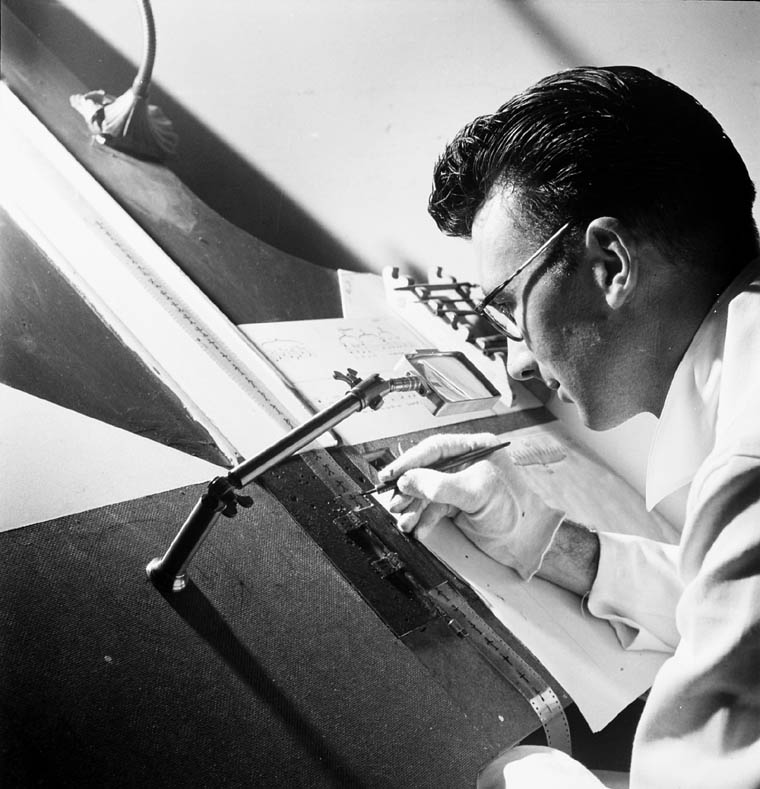
El animador canadiense escocés Norman McLaren dibujando en una película, 1944

En las artes visuales, un animador o animadora es un artista que crea animaciones, es decir, secuencias visuales (o audiovisuales si se le añade sonido) de múltiples imágenes que al sucederse unas detrás de otras generan la ilusión de tener movimiento propio. Los animadores pueden trabajar en diversas áreas como el cine, la televisión, los videojuegos o internet. Generalmente, estos trabajos requieren de la colaboración de varios animadores. Los métodos para crear estas imágenes dependen del animador y estilo que quiera lograr.
Los animadores se pueden dividir en animadores de personajes (artistas que se especializan en los movimientos, diálogo y actuación de los personajes) y animadores de efectos especiales (que animan todo lo que no sea un personaje, por ejemplo vehículos, maquinaria o fenómenos naturales como agua, nieve, lluvia).